# 藤田真一
藤田 真一（ふじた しんいち、男性、1971年 - ）は、日本の映像作家（編集・撮影・演出）である。

## 来歴・作品
高校卒業後に自主制作映画に携わり、撮影・編集・演出・制作方法を学ぶ。その後、映画機材レンタル会社に入社し、日本脚本家連盟ライターズスクールで脚本を勉強する。1999年、北村龍平監督の商業デビュー作「VERSUS -ヴァーサス-」（撮影監督：古谷巧）のカメラオペレーターとして参加、主にアクションシーンを撮影する。2000年フリーランスとなり、映画の他はイベントやプロモーション用の商業映像やミュージックPVのディレクターとして多数の作品を手掛けている。

## 主な作品

### 映画（撮影）
- VERSUS -ヴァーサス-（2000年、ケイエスエス） 監督：北村龍平、撮影監督：古谷巧
- グランドサークル（2005年） 監督：千葉誠治
- 天正伊賀の乱（2005、BBMC） 監督：千葉誠治
- デス・トランス（2005年、メディア・スーツ） 監督：下村勇二
- 魁!!男塾（2008年、ゼアリズエンタープライズ） 監督：坂口拓

### 映画・ドラマ（編集）
- KACYOSAN（「愛と不思議と恐怖の物語」オムニバスの一本、2002年、関西テレビ） 監督：下村勇二
- サバイバル自衛隊 SO SOLDIER（2005年） 監督：水木英昭
- グランドサークル（2005年） 監督：千葉誠治　撮影兼任
- デス・トランス（2005年、メディア・スーツ） 監督：下村勇二　撮影兼任
- 天正伊賀の乱（BBMC、2005年） 監督：千葉誠治　撮影兼任
- マギーs犬Jr.（2005、アイ・シー・エフ） 監督：梶研吾
- ハツカレ（TV連続ドラマ、2006年1月-3月、GyaOにてWEB配信後、スカパーにて放送） 監督：梶研吾
- MAGISTER NEGI MAGI 魔法先生ネギま!（TV連続ドラマ、2007年、テレビ東京） 監督：金田龍、小中和哉、原正之、阿部光男
- みみずひめ（コンテンツリーグ、2009年） 監督：藤田容介
- サムライプリンセス 外道姫（2009年） 監督：梶研吾
- ゲーム☆アクション（2009年） 監督：松村清秀
- 満福少女ドラゴネット（2010年、tvk） 監督：原正之、佐野智樹、金田龍、小中和哉、本田隆一
- 縁 -ENISHI-(2011年）監督：松村清秀
- TOKYOてやんでぃ（2013）監督：神田裕司
- 赤々煉恋（2013年）監督：小中和哉
- 衝撃ゴウライガン!!（2013年 テレビ東京）総監督：雨宮慶太
- 思春期ごっこ（2014）監督：倉本雷大
- スカートギャング（2016）監督：清水匡　監修兼任

### 映画・ドラマ（監督/プロデューサー）
- phantom（2009年） 短編ホラー　監督
- YASSY（2009年） 短編映画　監督
- Wonderful World（2010年） 監督：浪川大輔　プロデューサー
- 縁-enishi- スピンオフ トレニア 裏切りの代償（2011）監督
- DayDream（2012）短編3Dホラー　監督
- 博多ステイハングリー シーズン2／夢王（MUOH）（2014）テレビ連続ドラマ　総監督
- W〜二つの顔を持つ女たち〜（2015年）劇場用映画　監督
- 雨ふって、大地うるおう（2016年）劇場用短編映画　監督
- RE:BORN（2017年）劇場用映画 プロデューサー
- 戦慄女子（2018年、 エンタメ～テレ）テレビドラマ（第4・6 話）監督
- 闇金クイーン（2019年）劇場用映画　監督
- オンラインシネマ「Go!Con!」（2020年、ABEMA）ウェブドラマ　監督・脚本
- オンラインシネマ「Sucker Punch」（2020年、ABEMA）ウェブドラマ　監督・脚本
- 狂武蔵（2020年）劇場用映画 プロデューサー
- 束縛彼女 REBUILD（2022年 配信開始予定 Amazon Prime Video）連続ドラマ　監督
- 灰色の壁 -大宮ノトーリアス-（2022年）劇場用映画 プロデューサー
- メイヘムガールズ（2022年）劇場用映画　監督/プロデューサー
- 全ラ飯（2023年）深夜ドラマ　プロデューサー

### ミュージックビデオ（ディレクター）
- 太陽は知っている／ザ・キャプテンズ
- 月影ロマンス／ザ・キャプテンズ
- 絶交門／仙台貨物
- うまなみで。／仙台貨物
- Dearest／DaizyStripper
- チャイニーズリング／シリアル⇔NUMBER
- SEX BLOOD ROCKN'ROLL（アルバム「VAMPS」に収録のライブ）／VAMPS
- 腐況の風／仙台貨物
- 「トゥアー2009 腐況の風～仙台貨物FOREVER～」／仙台貨物
- ギラギラボーイズ ／イガグリ千葉
- Melody／AYABIE
- やりたくて／壇蜜＆仙台貨物のコラボMV第一弾
- 一撃！SHABAZO伝説！！／壇蜜＆仙台貨物のコラボMV第二弾
- 青春哀歌／壇蜜＆仙台貨物のコラボMV第三弾
- 國府田マリ子／絶対的energy★キラッ
- Sendai Kamotsu Best tour 2013「スケベスト!」FINAL @国立代々木競技場第二体育館／仙台貨物
- Vacuuuuuum!!／仙台貨物
- ヒカリへ、ミライへ。／マボロシ可憐GeNE
- 仕事をサボりTIGHT／仙台貨物
- 最強純情DNA／マボロシ可憐GeNE
- 太陽系シンデレラ／めにぱら
- Milky Way／めにぱら
- 開運ざんまい／仙台貨物
- 仙台貨物の大冒険／仙台貨物

### その他
- バーズアイ（2003年） 企画協力、監督：近藤一彦
- デビルメイクライ3（PS2用ゲーム、2005年） ムービーパート・ビデオコンテ制作協力
- デビルメイクライ4（PS3用ゲーム、2008年） ムービーパート・ビデオコンテ制作協力
- ベヨネッタ（Xbox 360及びプレイステーション3用ゲーム、2009年） ムービーパート・ビデオコンテ制作協力
- 死に花-メイキング-（2004年、東映ビデオ）
- ドキュメント「超」怖い話〜富士樹海編〜 （2005、竹書房） 演出、原作・出演：平山夢明
- ドキュメント「超」怖い話〜沖縄編〜 （2005、竹書房） 演出、原作・出演：平山夢明

## 関連記事・番組
- 「ビデオα」
  - 2009年1月号 AG-HPX555とIo HDを活用したプロモーションビデオ・仙台貨物「うまなみで。／絶交門」
  - 2009年6月号 RED ONEとAG-HPX305を使1. 短編映出典画「YASSY」1-撮影編
  - 2009年7月号 REDEとAG-HPX305を使った短編映画「YASSY」2-編集編
- ビデオSALON
  - 2009年4月号 メモリー記録のカメラAG-HMC155でショートムービー「phantom」
  - 2009年6月号 RED ONEとAG-HPX305で収録したショートムービー「YASSY」
- 「ドリーマー」TOKYO MX　#16 ゲスト「映像作家：藤田真一」